# Marian Zwinger
Marian Zwinger (* 17. prosince 1976) je bývalý český fotbalista.

## Fotbalová kariéra
V české lize hrál za FC Vítkovice. Nastoupil v 4 ligových utkáních.

## Ligová bilance
| Ročník                          | Zápasy | Góly | Klub         |
| ------------------------------- | ------ | ---- | ------------ |
| 1. česká fotbalová liga 1993/94 | 4      | 0    | FC Vítkovice |
| CELKEM 1. liga                  | 4      | 0    |              |